# Eros melanopterus
Eros melanopterus is een keversoort uit de familie netschildkevers (Lycidae). De wetenschappelijke naam van de soort werd in 1857 gepubliceerd door Pierre Hippolyte Lucas.